# 洗衣業
洗衣業服務的經營模式，洗衣服務業的經營模式大致可分為以下列多類。

## 商業布草洗衣集團
服務對象以商業客戶為主，目標客戶為大小型酒店、賓館、酒樓食肆、航空公司、美容院及桑拿、髮型屋、保安及物業管理公司等。

## 洗衣工場
規模僅次於第一類經營者，以工廠模式經營，服務對象同樣是以商業市場為主，但當中分為「布草」及「客衣」市場兩類：「布草」市場與第一類型式相同，「客衣」市場，就是指一些獨立式經營的洗衣店交來的「代生產」服務。

## 特許經營及連鎖式經營洗衣店
服務對象以客衣為主，目標顧客為家居客戶。這類經營者的分店網絡較廣   ，以自設的中央洗衣工場集中生產，市場知名度較高。

## 獨立式經營洗衣店
服務性質與特許經營及連鎖式經營洗衣店相同，唯客戶群及區隔局限於某些區份，呈區域性，但這類經營者的數量是業內最多的。這類經營者雖然在資源或生產力方面，均遜於特許經營及連鎖式經營洗衣店，但他們的優勢是經營策略或價格策略都較具彈性，較能掌握區域性的市場資訊。

## 家居洗衣服務
使用大廈管理處為服務點。住戶需要光顧洗衣服務時，只需將待洗衣物拿到管理處。洗衣公司每日有專車收送。